# Pampi Laduche
Jean-Pierre « Pampi » Laduche est un joueur français de pelote basque et chanteur né à Ascain (Basses-Pyrénées) le 13 juillet 1955 et mort le 1er décembre 2021 à Bayonne.

## Biographie
Pampi Laduche est un manniste (joueur de pelote basque à main-nue) jouant à l'avant comme à l'arrière. En 1974, il remporte le championnat du monde de main nue amateur à Montevideo contre Carlitos Iraizoz (victoire 40 à 11). Champion de France en tête à tête et par équipes, il s'engage à partir de 1979 dans le championnat d'Espagne en mur à gauche. Le 6 mars 1987 à Saint-Sébastien, il est le premier français à atteindre la finale de la compétition,, qu'il remporte avec Joxean Tolosa contre la paire Alustiza-Galarza. Il est de nouveau champion en 1989 contre Retefui-Arretxe.
Il fait partie de la liste menée par Michèle Alliot-Marie aux élections municipales de Saint-Jean-de-Luz en 1995 et 2001.
Il publie son premier album, Aitari, en 1995.